# Laura Rus
Laura Rus (* 1. Oktober 1987 in Reșița, Kreis Caraș-Severin) ist eine rumänische Fußballspielerin, die seit 2014 unter dem Künstlernamen Lala in der südkoreanischen WK League spielt.

## Karriere

### Vereine
Von 2007 bis 2010 sowie im ersten Halbjahr 2011 spielte sie für Sporting Huelva in der spanischen Superliga Femenina. Dazwischen, im zweiten Halbjahr 2010, sowie erneut seit Sommer 2011 ist sie Teil der Mannschaft von Apollon Limassol. Ende 2011 nahm sie an einem Probetraining beim englischen Verein Everton LFC teil. In der Champions-League-Saison 2011/12 war sie mit sieben Treffern erfolgreichste Torschützin Limassols, zudem hinter den Französinnen Camille Abily und Eugénie Le Sommer drittbeste Torjägerin des Wettbewerbs insgesamt. In der Folgesaison konnte sie sich mit elf Treffern im Wettbewerb gar den Titel der Torschützenkönigin sichern.
Im Juli 2013 wechselte Rus zum dänischen Erstligisten Fortuna Hjørring und im ersten Halbjahr 2014 weiter zum südkoreanischen Erstligisten Suwon FMC WFC. Nach einer Spielzeit bei Suwon FMC, wechselte "Lala" im Frühjahr 2015 zum WK-League Rivalen Icheon Daekyo WFC.

### Nationalmannschaft
Rus spielte für die U-19-Auswahl Rumäniens und ist seit 2007 Teil der rumänischen A-Nationalmannschaft.